# واکنش هوبن–هش
واکنش هوبن–هش(به انگلیسی: Houben–Hoesch reaction) (که با نام واکنش هش(به انگلیسی: Hoesch reaction) و سنتز هوبن–هش(به انگلیسی: Houben–Hoesch synthesis) نیز شناخته می‌شود.) یک نام واکنش در شیمی آلی است که طی آن یک نیتریل با یک آرن واکنش داده و تولید یک کتون می‌کند. این واکنش گونه‌ای از واکنش فریدل-کرافتس است که در حضور هیدروژن کلرید و یک اسید لوییس به عنوان کاتالیزور انجام می‌شود.
نمونه‌ای از واکنش در زیر نشان داده شده است:
این واکنش نخستین بار توسط دو دانشمند به نام‌های کورت هش و یوزف هوبن کشف شد.

## همچنین ببینید
- سنتز آلدهید استیفن
- واکنش گاترمان